# جزيرة سانغالكي
جزيرة سانغالكي وهي جزيرة من جزر إندونيسيا، وتقع في إقليم كالمنتان الشرقية، ضمن أرخبيل بورنيو.